# Якама (индейская резервация)
Якама (англ. Yakama Indian Reservation) — индейская резервация, расположенная в южной части штата Вашингтон, США. По данным Бюро переписи населения США является самой большой по площади резервацией штата.

## История
Резервация была создана в 1855 году в соответствии с договором, подписанным губернатором Территории Вашингтон Айзеком Стивенсом и представителями 14 племён, самым большим из которых, было якама. Подписав договор, индейцы уступили Соединённым Штатам около 46 540 км² своей территории. Некоторые вожди племён считали, что представители, подписавшие договор, не имели полномочий уступать общинные земли и не обсудили этот вопрос с ними. Спор по поводу условий договора привёл к Якимской войне (англ. Yakima War), в результате которой, индейские племена были вынуждены поселиться в резервациях.
После Баннокской войны в 1878 году правительство США вынудило часть северных пайютов покинуть свои земли, хотя большинство из них не участвовали в войне. В ноябре 1878 года генерал Оливер Ховард получил приказ переместить около 543 северных пайютов и банноков из резервации Малур в резервацию Якама, где они подвергались лишениям более 10 лет, прежде чем им разрешили вернуться на свои земли.
В 1994 году Совет племени якима единогласно проголосовал за изменение написания названия племени с якима на якама, что соответствует названию племени в договоре 1855 года. В 2015 году территория резервации сильно пострадала от лесного пожара.

## Конфедерация якама
Конфедерация якама состоит из следующих племён и групп.
- Якама (сахаптины)
  - Нижние якама
  - Киттитас (верхние якама)
  - Кликитаты
  - Каулиц-кликитат
  - Ванапам
- Палусы (сахаптины)
- Валла-валла (сахаптины)
- Венатчи (внутренние салиши)
- Вишрам (чинуки)

## География
Резервация расположена на юге штата Вашингтон на восточной стороне Каскадных гор. Восточный склон горы Адамс находится на территории Якама. Большая часть резервации находится в округе Якима, остальная — в округе Кликитат.
Общая площадь Якама составляет 5 666,85 км², из них 5 662,61 км² приходится на сушу и 4,24 км² — на воду. Административным центром резервации является город Топпениш. Около 80 % земель резервации находятся в доверительном управлении федерального правительства в интересах племени, остальные 20 % — в частной собственности.
Около 1 660 км² резервации занимают пастбища с кустарниковой растительностью; по состоянию на 2014 год на этих землях бродило около 15 000 диких лошадей.

## Демография
По данным федеральной переписи населения 2000 года, в резервации проживало 31 799 человек.
В 2019 году в резервации проживало 30 654 человека. Расовый состав населения: белые — 18 088 чел., афроамериканцы — 34 чел., коренные американцы (индейцы США) — 6 902 чел., азиаты — 499 чел., океанийцы — 53 чел., представители других рас — 3 884 чел., представители двух или более рас — 1 194 человека. Плотность населения составляла 5,41 чел./км². Самым большим населённым пунктом резервации является город Топпениш.